# 白地市站
白地市站位于中国湖南省衡阳市祁东县白地市镇，湘桂铁路上，距离衡阳站82千米。该站建于1938年，现为四等站，不办理客运。